# 外賣店

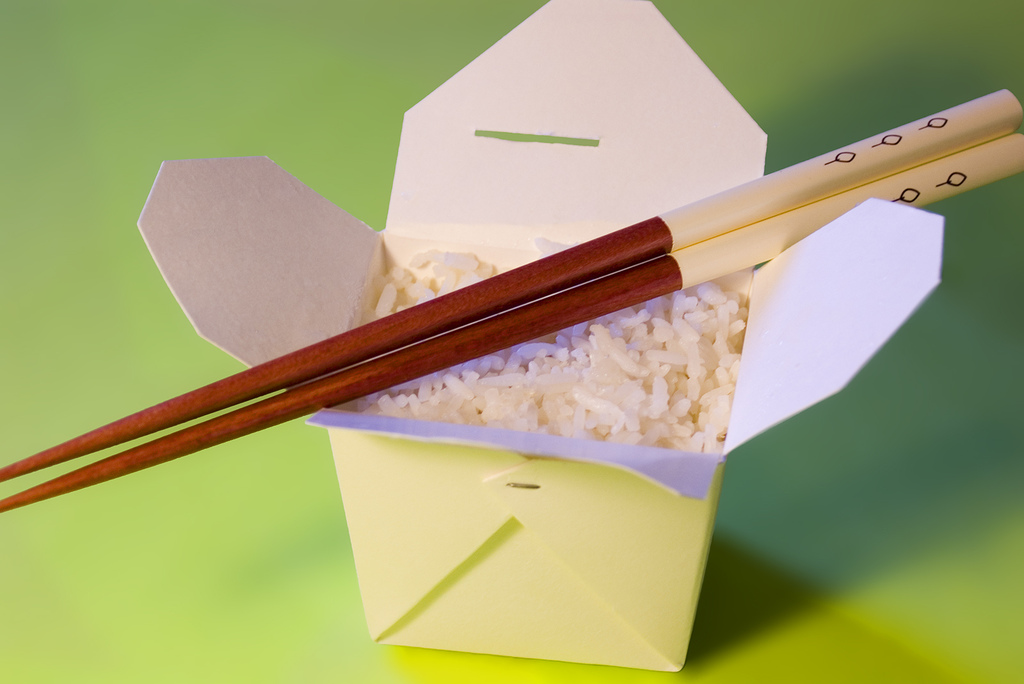
紐約的中國菜外賣

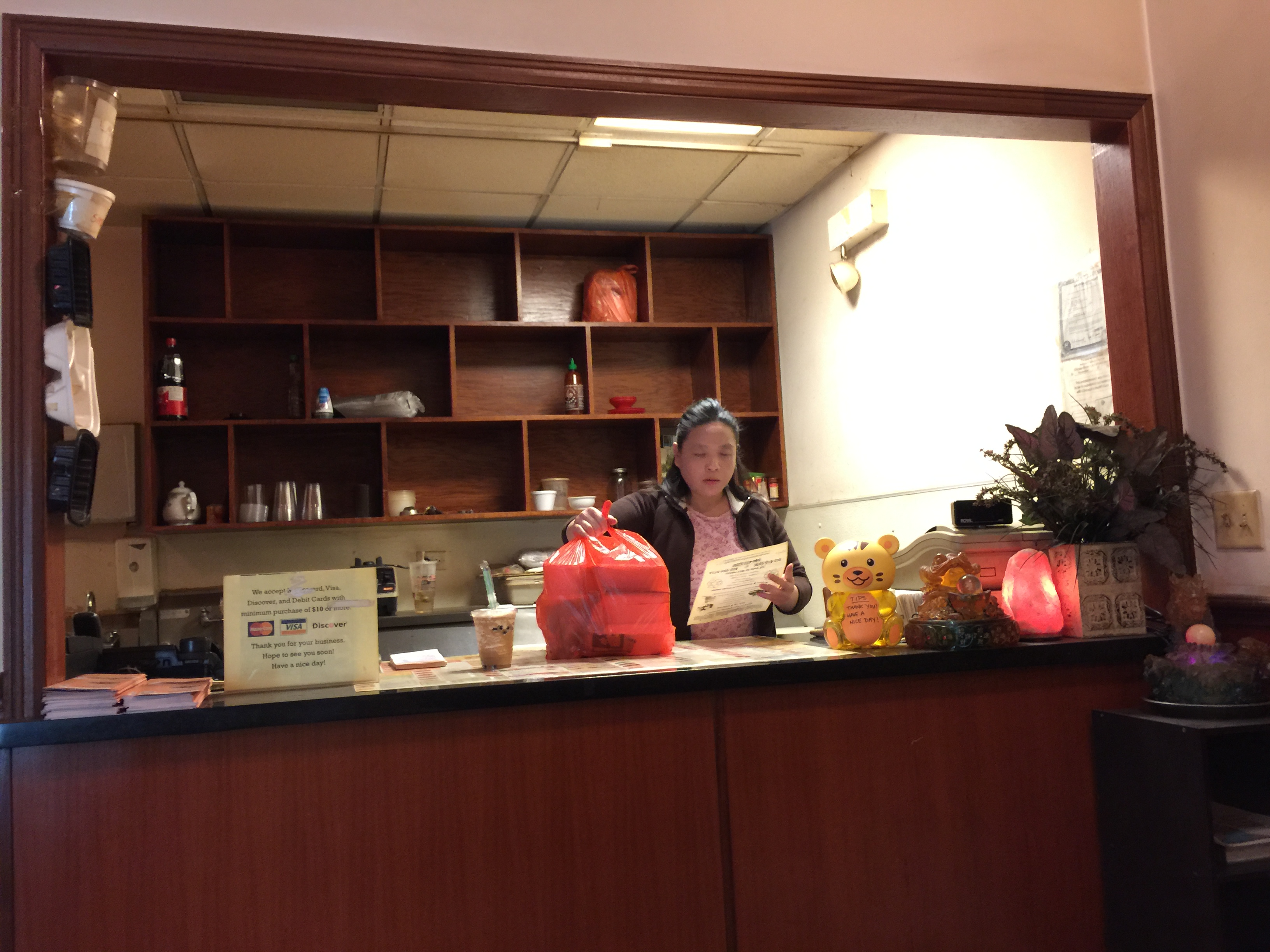
芝加哥北區附近的中式餐廳櫃檯外賣。

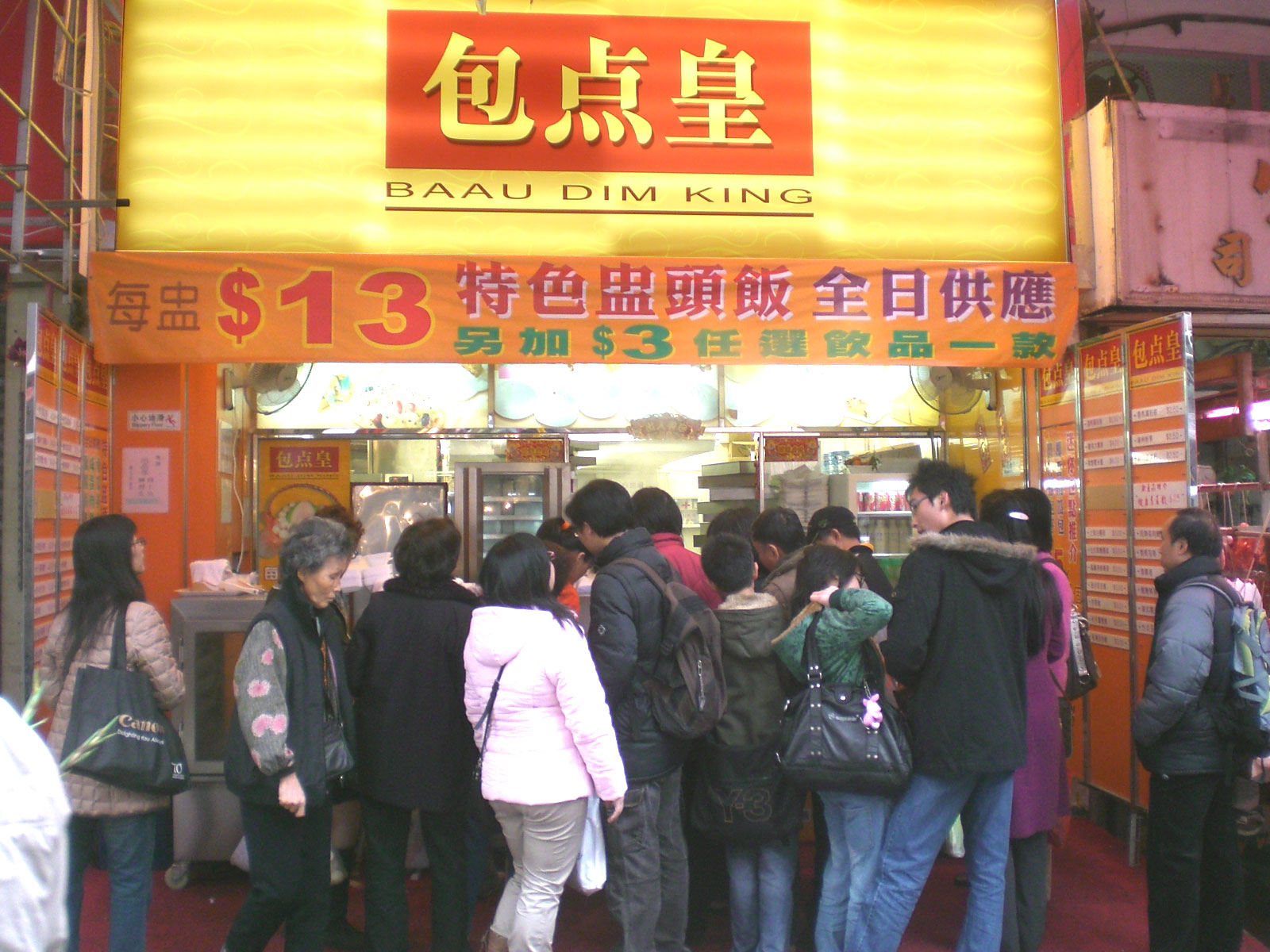
香港的中式糕餅點心盅頭飯外賣店。

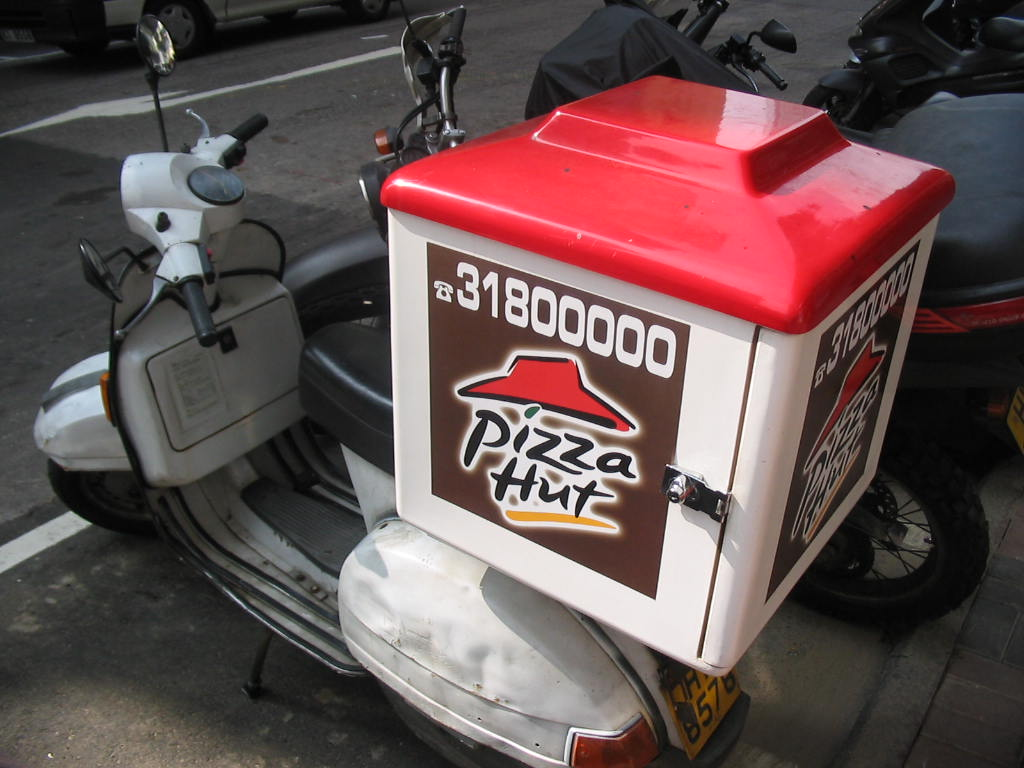
在香港，用于必胜客薄餅送货的電單車。

外賣店（takeout 或 to go）是專門售賣外賣食品的專門店。若果有「堂食」，又有外賣服務的食店，可能稱為小吃店、快餐店、茶餐廳、飯店等。其實，有不少燒腊店、酒樓、酒店食品部，甚至西餐廳都有外賣餐點銷售。顧客買好食品後可以打包帶走，此時的舉動就叫作外帶。
外賣食物一段都是容易包裝及隨身的快餐熟食，例如盒飯、漢堡包、披薩、薯條、飲料等。
外賣專門店經營一般不必付太多鋪租等成本，因為商店內不設款待顧客的桌椅、接待及服務人員等。

## 送餐
近几年越来越多的送餐场所提供外卖服务，买家首先通过电话或互联网与餐饮点联系。在许多国家包括澳大利亚、加拿大、印度、英国、美国和大多数欧盟国家您可以在线订购食物。然后您订单a) 买家自取，b) 餐厅送餐，c) 特殊服务送餐（“第三方”）。1980年代推动本业务领域发展进入新阶段的动力来自家用个人电脑的广泛使用。以及未来 — 移动设备的分布以及更进一步的专用移动应用程序。送餐专用软件确定快递员最高效路线、跟踪订单和送餐并执行其他功能。 自 2008 年以来卫星导航让客户有机会通过互联网实时跟踪快递员的当前位置。
在 2000 年代后期智能手机和移动应用程序变得特别普遍时送餐市场进入新一轮发展阶段。很大程度上归功于专用的送餐公司。 同时主要参与者迅速出现在市场上。市场竞争非常激烈：在大多数情况下小参与者或者被大参与者吸收或者被迫关闭。 甚至由最大的IT 巨头Amazon Restaurants（现是Prime Now）在2019 年06 月认为最好进入杂货配送领域同时宣布停止与餐饮场所的合作。